# Elaphoglossum palmarum
Elaphoglossum palmarum är en träjonväxtart som beskrevs av M. Kessler och Mickel. Elaphoglossum palmarum ingår i släktet Elaphoglossum och familjen Dryopteridaceae. Inga underarter finns listade.